# 陳蘭芳
陳蘭芳（1885年—1972年6月11日），香港廣萬隆炮竹廠有限公司創辦人，有「香港炮仗大王」之稱。除任香港東華三院社團總理、保良局紳董、樂善堂董事、香港中華總商會經理外，還擔任過澳門中華總商會值理、東莞工商總會副主席等職務。

## 生平
陳蘭芳生於1885年，廣東東莞萬江街道水角坊人。他在莞城創立陳泰記，製造炮竹烟花，行銷國內外。1908年，於旺角經營炮竹行的葉蘭泉（有份創辦華商總會，亦是其中一位促成華人永遠墳場建立的人物）因年事已高，於是將炮竹生意全盤轉讓給陳蘭芳。1916年，香港政府批准陳蘭芳在旺角開設廣萬隆公司，亦是唯一一間獲香港政府准許開設的炮竹廠，當時廣萬隆出品的炮竹煙花除內銷中國，更遠銷至北美、澳洲、印度、南非及東南亞。為了提高生產量，陳蘭芳於20年代在土瓜灣北帝街70號開設一間新的炮竹廠，僱用了超過1000名工人。後來，該廠址被命名為「炮仗街」。1926年，陳於家鄉東莞開辦廣怡昌炮竹莊，由長子陳寶鋆負責打理；又於澳門開設廣興泰、廣興隆及禎祥公司生產炮竹，由次子陳寶明負責主理；後來又於佛山開設謙隆泰記。陳蘭芳的炮竹廠及在省港佛山東莞的炮竹支店共僱用超過萬人。
令陳蘭芳「炮仗大王」之名無港人不知的兩件事包括：1929年中秋節之夜，經港英政府准許，陳蘭芳的廣萬隆炮竹廠在香港太白酒家廣場舉行了盛大的煙火表演，當天觀者如潮，轟動全港，「炮仗大王」的名號因而確立。
戰後英女王伊莉莎白二世於1953年6月舉行加冕大典時，都重金聘請陳蘭芳旗下公司前往倫敦燃放煙花，並現場演出 「貂蟬拜月」、「三英戰呂布」等煙花戲，令出席英女皇加冕大典的各國觀禮者熱烈喝彩。
陳蘭芳熱心公益事業，除曾任香港東華三院社團總理、保良局紳董、樂善堂董事、華商總會經理外，還擔任過澳門商會值理、東莞工商總會副主席等職務。又在九龍旺角以個人名義創辦義學，專收同邑失學兒童，使他們能夠免費肄業。
陳蘭芳於1972年離世。